# Justin Braun
Justin Braun (Salt Lake City, 31 marzo 1987) è un ex calciatore statunitense, di ruolo attaccante.